# 微酸性電解水
微酸性電解水とは塩酸、または塩酸に塩化ナトリウム水溶液を加えて適当な濃度に調整した原液を無隔膜電解槽で電気分解することにより得られる次亜塩素酸を主成分とする水溶液で、希釈したpH5.0 - 6.5及び有効塩素濃度は10 - 80ppmを示す殺菌作用が高い電解水である。食品分野では、食品添加物の次亜塩素酸ナトリウムより低い有効塩素濃度で殺菌力を高められるため、より安全性を確保し、コストや環境への負荷を軽減できるという特徴がある。厚生労働省は微酸性電解水に対して調査を行い、その安全性を確認し、2002年4月に食品添加物に指定した。微酸性電解水の成分は分子状次亜塩素酸が98%含有され、高い殺菌力を持つ。分子状次亜塩素酸の割合が多いため、遮光容器では長期保存が可能である。

## 開発小史
| 微生物                        | 処理前 (CFU/mL) | 処理後 (CFU/mL) |
| 大腸菌(O157 : H7)             | 6.0×106         | <1              |
| サルモネラ(Sal.enteritidis)   | 3.8×106         | <1              |
| ブドウ状球菌(Sta.aureus)      | 9.9×105         | <1              |
| 細菌芽胞(B.subtilis)          | 5.9×105         | <10             |
| 黒カビ(Cladosporium sp.)      | 1.0×104         | <1              |
| 酵母(Canadida albicans)       | 8.8×104         | <1              |
| 緑膿菌(P.aeruginosa)          | 1.5×106         | <1              |
| ・細菌芽胞は30分，他は1分処理 |                 |                 |
| ・処理水 塩素濃度10ppm，pH6.2 |                 |                 |

国内では、1950年4月に指定された食品添加物として次亜塩素酸ナトリウムが用いられていたが、次亜塩素酸ナトリウムは水溶液有効塩素濃度が100 - 200ppmで用いられ、すすぎの不十分により塩素臭が残ったり、水道法で規制されている発がん物質である臭素酸が（10〜100mg/L）規定以上に含まれ排水処理や環境負荷、臭素酸やクロロホルムが生成されることが問題視されていた。近年、次亜塩素酸ナトリウム水溶液で有効塩素濃度160ppmでは公的機関で臭素酸を測定したところ規定値の6倍が検出された。微酸性電解水の開発当初の目的は食品設備の殺菌剤の代替品であったが、食品の殺菌にも使えないかという要望があり、食品の味や香りを損ねず殺菌で10ppm～30ppmに定められ、微酸性電解水が誕生したのが2000年の春である。
2002年6月10日付けで厚生労働省令第75号において「微酸性次亜塩素酸水」の名称で食品添加物の殺菌剤に指定、有効塩素濃度が10 - 30ppmでpH5.0 - 6.5であったが、2012年4月26日に厚生労働省告示第345号により塩酸、または塩酸に塩化ナトリウム水溶液を加えたものも使用が可能になり、有効塩素濃度10〜80ppmと規格区分の拡大変更された。厚生労働省では2012年より電気分解し生成されたもののみ次亜塩素酸水と呼称するようになった。また、2014年3月には農林水産省・環境省において食塩の入らない希塩酸を電気分解したPH6.5以下、有効塩素濃度10-60ppmを電解次亜塩素酸水と呼称し、特定防除資材に指定された。近年では養蜂関係で巣箱の殺菌などに使用が開始された。更に有効塩素濃度が45ppm前後ではノーウォークウイルス（ノロウイルス）にもっとも近いマウスウイルスにも失活効果があり、常温でも50ppmであれば芽胞菌のセレウス菌や枯草菌にも効果がある確認されている。2017年3月にはJAS法の改正により有機栽培にも使用が可能になった。

## 特徴
| 器具                                                          | 導入前 （水道水処理） | 導入前 （水道水処理） | 導入後 （微酸性電解水処理） | 導入後 （微酸性電解水処理） |
| 器具                                                          | 一般生菌数※           | 検体数                | 一般生菌数※                 | 検体数                      |
| プラスチックザル                                              | 440                   | 19                    | 28                          | 188                         |
| 包丁                                                          | 170                   | 7                     | 0.2                         | 68                          |
| まな板                                                        | 150                   | 8                     | 2.6                         | 83                          |
| プラスチックボウル                                            | 290                   | 9                     | 4.7                         | 70                          |
| ・洗剤で洗浄後のすすぎ水として水道水または微酸性電解水を使用  |                       |                       |                             |                             |
| ※ふき取り検査による単位面積あたりに検出された一般生菌数の平均 |                       |                       |                             |                             |

低い有効塩素濃度でも殺菌力が高く、次亜塩素酸ナトリウムやアルコールに比べて以下のような特徴がある。
食品に塩素臭が残留するといった問題が起こりにくく、すすぎも少なくて済む。従来の次亜塩素酸ナトリウムのように希釈する手間もかからず、廃水処理も必要がない。
ノーウォークウイルスはエタノールでは不活化できないが、微酸性電解水ではMRSAやノーウォークウイルスやインフルエンザウイルスに対する殺菌および不活化効果が確認されている。

### 噴霧での利用
塩酸を電気分解した微酸性電解水は無塩のため噴霧することができ、多くの事業所や家庭で使用されている。次亜塩素酸水により、空中の細菌や真菌、インフルエンザウイルスやSARSウイルスを失活することが可能である。また、微酸性電解水をドライミスト（5μ程度）で噴霧すれば濡れることもなく加湿と同時に感染予防にもなる。既に国内では食品工場や介護施設や病院及び飲食店や事務所などに使われインフルエンザウイルスやノーウォークウイルスなどの感染予防などに使用され、鳥インフルエンザウイルス（H5N1)に関しては、中国農業大学Dr. Liu Haijie らが、ハルピン獣医薬研究所（国に指定された測定機構）に依頼し、その効果を確認をした。また、生ゴミ処理場や肥料工場においては脱臭にも使用されている。近年では都内における病院では微酸性電解水を２４時間噴霧して近隣病院より感染者がなくその効果が病院内の感染委員会でも確認された。

### 農業
耐性菌が発生せず、環境負荷も低く生産者にも消費者にも農薬より安全であるため、農産物の病害を防ぐために農薬の代替利用が行われている。植物の病原菌6種類、細菌17種類で試したところ殺菌効果を確認、7日間隔程度の植物への噴霧によって病害が予防できることが報告されている。農薬の代替物である特定防除資材として平成26年3月 28 日農林水産省・環境省告示第2号(特定農薬を指定する件の一部を 改正する件)が公布され、平成 15 年3月4日農林水産省・環境省告示第1号(特定農薬 を指定する件。以下「告示」という。)の一部が改正されたことにより、特定農薬として、「エチレン」、「次亜塩素酸水(塩酸又は0.2％以下塩化カリウム水溶液を電気分解し て得られるものに限る。)」、「重曹」、「食酢」及び「天敵」が指定されている。。植物に対して、低いpHによるpH焼けや、ナトリウムを含まないため塩害や臭素酸の問題が防げる。

### 保存性
微酸性電解水は殺菌成分である次亜塩素酸（HOCL)の比率が高く保存性が高い。遮光容器で半年以上、遮光密閉で１年以上の保存が可能である。また、次亜塩素酸ナトリウム水溶液は化学的に不安定であり常に化学反応を起こし保存すると塩素酸が増加する傾向がある。

### 商品
アルコール消毒液などに比べて殺菌性が高く低コストで生成することのでき、安全性の高い微酸性電解水は次亜塩素酸ナトリウムの代替として開発され、森永乳業をはじめ、多くの企業が販売を開始した。2009年のインフルエンザ流行の際にも、その有効性が確認された。